# Shotwick Castle
Shotwick Castle är ett slott i Storbritannien.   Det ligger i kommunen Cheshire West and Chester i riksdelen England, i den södra delen av landet, 270 km nordväst om huvudstaden London. Shotwick Castle ligger 12 meter över havet.
Terrängen runt Shotwick Castle är platt. Runt Shotwick Castle är det tätbefolkat, med 257 invånare per kvadratkilometer. Närmaste större samhälle är Birkenhead, 18,6 km norr om Shotwick Castle. Trakten runt Shotwick Castle består till största delen av jordbruksmark.